# Liste des villes de Nouvelle-Zélande

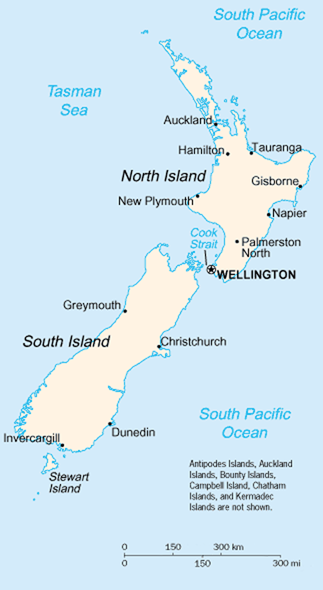
Carte de Nouvelle-Zélande.

En Nouvelle-Zélande, une ville est une zone construite, qui n'est pas assez importante pour être considérée comme une city. Historiquement, cette définition correspond à une population entre approximativement 1 000 et 20 000 résidents. Les villes n'ont donc pas d'existence légale indépendante et sont administrées simplement comme une partie construite d'un district ou dans certains cas d'une city.
Les villes de Nouvelle-Zélande varient en taille et en importance, allant du petit centre de service rural jusqu'à des centres de signification régionale tels que Blenheim et Taupo. Typiquement, lorsque les villes atteignent une population entre 20 000 et 30 000 habitants, elles commencent à être regardées de façon informelle comme des city. Quand on voit une installation trop petite pour être une ville, on parle de typiquement de township ou village. Ci-dessous est la liste de toutes les villes de Nouvelle-Zélande sachant que le terme de ville (traduction approximative : town) n'a pas de signification officielle actuellement en Nouvelle-Zélande. Les derniers town districts sont abolis en 1989.
Cette liste comprend la plupart des zones urbaines de Nouvelle-Zélande. Celles classées comme urban areas par le service de statistiques en Nouvelle-Zélande sont marquées avec un astérisque. Les villes isolées, comme Ashburton et Levin, font habituellement partie d'un gouvernement local de type district (qui occasionnellement porte le même nom), mais le reste, notamment Wainuiomata, Pukerua Bay et Port Chalmers, sont contenus dans les limites d'un conseil de city et souvent considérées comme des banlieues de leur ville respective, bien qu'un certain nombre de ces villes sont des boroughs durant la plus grande partie du vingtième siècle et d'autres auparavant.
- Haut – A
- B
- C
- D
- E
- F
- G
- H
- I
- J
- K
- L
- M
- N
- O
- P
- Q
- R
- S
- T
- U
- V
- W
- X
- Y
- Z

| - Ahaura, Île du Sud - Ahipara, Île du Nord - Ahititi, Île du Nord - Ahuroa, Île du Nord - Akaroa, Île du Sud - Akitio, Île du Nord - Albany, Île du Nord - Albert Town, Île du Sud - Albury, Île du Sud - Alexandra* Île du Sud - Allanton, Île du Sud - Amberley, Île du Sud - Anakiwa, Île du Sud - Anama, Île du Sud - Aranga, Île du Nord - Aramoana, Île du Sud - Arapohue, Île du Sud - Arrowtown* Île du Sud - Arundel, Île du Sud - Ashburton*, Île du Sud - Ashhurst, Île du Nord - Ashley, Île du Sud - Auckland* Île du Nord - Auroa, Île du Nord - Awanui, Île du Nord - Balclutha*, Île du Sud - Balfour, Île du Sud - Barrhill, Île du Sud - Barrytown, Île du Sud - Beachlands, Île du Nord - Beaumont, Île du Sud - Bell Block, Île du Nord - Benhar, Île du Sud - Benneydale, Île du Nord - Birchville, Île du Nord - Bideford, Île du Nord - Blackball, Île du Sud - Blenheim*, Île du Sud - Bluff*, Île du Sud - Brighton, Île du Sud - Brightwater, Île du Sud - Broadwood, Île du Nord - Bulls*, Île du Nord - Bunnythorpe, Île du Nord - Burnt Hill, Île du Sud - Cambridge*, Île du Nord - Canvastown, Île du Sud - Carterton*, Île du Nord - Cheviot, Île du Sud - Christchurch*, Île du Sud - Clarkville, Île du Sud - Clevedon, Île du Nord - Clinton, Île du Sud - Clive, Île du Nord - Clyde, Île du Sud - Coatesville, Île du Nord - Collingwood, Île du Sud - Colville, Île du Nord - Coopers Creek, Île du Sud - Coroglen, Île du Nord - Coromandel*, Île du Nord - Cromwell, Île du Sud - Culverden, Île du Sud - Cust, Île du Sud - Dairy Flat, Île du Nord - Dannevirke* Île du Nord - Darfield*, Île du Sud - Dargaville* Île du Nord - Dipton, Île du Sud - Dobson, Île du Sud - Drury, Île du Sud - Dunedin*, Île du Sud - Duntroon, Île du Sud - Doyleston, Île du Sud - Eastbourne, Île du Nord - Edendale, Île du Sud - Edgecumbe*, Île du Nord - Egmont Village, Île du Nord - Eketahuna, Île du Nord - Eltham*, Île du Nord - Ettrick, Île du Sud - Eyrewell Forest, Île du Sud - Fairhall, Île du Sud - Fairlie, Île du Sud - Featherston* Île du Nord - Feilding* Île du Nord - Fernside, Île du Sud - Flaxmere, Île du Nord - Flaxton, Île du Sud - Fox Glacier, Île du Sud - Foxton*, Île du Nord - Foxton Beach, Île du Nord - Frankton, Île du Sud - Frankton, Île du Nord - Franz Josef, Île du Sud - Geraldine*, Île du Sud - Gisborne*, Île du Nord - Glenorchy, Île du Sud - Glentui, Île du Sud - Gore*, Île du Sud - Granity, Île du Sud - Greymouth*, Île du Sud - Greytown*, Île du Nord - Grove Bush, Île du Sud - Gummies Bush, Île du Sud - Haast, Île du Sud - Hakataramea, Île du Sud - Halcombe, Île du Nord - Hamilton* Île du Nord - Hampden, Île du Sud - Hanmer Springs, Île du Sud - Hari Hari, Île du Sud - Hastings*, Île du Nord - Haumoana, Île du Nord - Haupiri, Île du Sud - Havelock, Île du Sud - Havelock North, Île du Sud - Hawea, Île du Sud - Hawera* Île du Nord - Helensville*, Île du Nord - Henley, Île du Sud - Herbert, Île du Sud - Herekino, Île du Nord - Hikuai, Île du Nord - Hikurangi, Île du Nord - Hikutaia, Île du Nord - Hinuera, Île du Nord - Hokitika*, Île du Sud - Hope, Île du Sud - Horeke, Île du Nord - Houhora, Île du Nord - Howick, Île du Nord - Huapai, Île du Nord - Huiakama, Île du Nord - Huirangi, Île du Nord - Hukerenui, Île du Nord - Hunterville, Île du Nord - Huntly*, Île du Nord - Hurleyville, Île du Nord | - Inangahua Junction, Île du Sud - Invercargill*, Île du Sud - Jack's Point, Île du Sud - Jacobs River, Île du Sud - Kaeo, Île du Nord - Kaiapoi, Île du Sud - Kaihu, Île du Nord - Kaikohe*, Île du Nord - Kaikoura*, Île du Sud - Kaimata, Île du Nord - Kaingaroa, Île du Nord - Kakanui, Île du Sud - Kaipara Flats, Île du Nord - Kairaki, Île du Sud, - Kaitaia* Île du Nord - Kaitangata, Île du Sud - Kaiwaka, Île du Nord - Kakaramea, Île du Nord - Kaniere, Île du Sud - Kaponga, Île du Nord - Karamea, Île du Sud - Karetu, Île du Nord - Karitane, Île du Sud - Katikati*, Île du Nord - Kaukapakapa, Île du Nord - Kauri, Île du Nord - Kawakawa* Île du Nord - Kawerau*, Île du Nord - Kennedy Bay, Île du Nord - Kerikeri* Île du Nord - Kihikihi, Île du Nord - Kinloch, Île du Nord - Kingston, Île du Sud - Kirwee, Île du Sud - Kohukohu, Île du Nord - Koitiata, Île du Nord - Kokatahi, Île du Sud - Kokopu, Île du Nord - Koromiko, Île du Sud - Kumara, Île du Sud - Kumeu, Île du Nord - Kurow, Île du Sud - Lauriston, Île du Sud - Lawrence, Île du Sud - Leeston*, Île du Sud - Leigh, Île du Nord - Lepperton, Île du Nord - Levin* Île du Nord - Lincoln*, Île du Sud - Linkwater, Île du Sud - Little River, Île du Sud - Loburn, Île du Sud - Lower Hutt*, Île du Sud - Luggate, Île du Sud - Lumsden, Île du Sud - Lyttelton, Île du Sud - Makahu, Île du Nord - Manaia, Île du Nord - Manaia, Île du Nord - Manakau, Île du Nord - Manapouri, Île du Sud - Mangakino, Île du Nord - Mangamuka, Île du Nord - Mangatoki, Île du Nord - Mangawhai*, Île du Nord - Manurewa, Île du Nord - Manutahi, Île du Nord - Mapua*, Île du Sud - Maraetai, Île du Nord - Marco, Île du Nord - Maromaku, Île du Nord - Marsden Bay, Île du Nord - Martinborough*, Île du Nord - Marton*, Île du Nord - Maruia, Île du Sud - Masterton*, Île du Nord - Matakana, Île du Nord - Matakohe, Île du Nord - Matamata*, Île du Nord - Matapu, Île du Nord - Matarangi, Île du Nord - Matarau, Île du Nord - Matata, Île du Nord - Mataura, Île du Sud - Matihetihe, Île du Nord - Maungakaramea, Île du Nord - Maungatapere, Île du Nord - Maungaturoto, Île du Nord - Mayfield (Canterbury), Île du Sud - Mayfield (Marlborough), Île du Sud - Mercer, Île du Sud - Meremere, Île du Nord - Methven* Île du Sud - Middlemarch, Île du Sud - Midhirst, Île du Nord - Millers Flat, Île du Sud - Milton* Île du Sud - Mimi, Île du Nord - Minginui, Île du Nord - Moana, Île du Sud - Moawhango, Île du Nord - Moenui, Île du Sud - Moeraki, Île du Sud - Moerewa*, Île du Nord - Mokau, Île du Nord - Mokoia, Île du Nord - Morrinsville*, Île du Nord - Mosgiel, Île du Sud - Mossburn, Île du Sud - Motatau, Île du Nord - Motueka*, Île du Sud - Mount Maunganui, Île du Nord - Mount Somers, Île du Sud - Murchison, Île du Sud - Murupara*, Île du Nord - Napier*, Île du Nord - Naseby, Île du Sud - Nelson* Île du Sud - New Brighton, Île du Sud - New Plymouth*, Île du Nord - Normanby, Île du Nord - Ngaere, Île du Nord - Ngamatapouri, Île du Nord - Ngapara, Île du Sud - Ngaruawahia, Île du Nord - Ngataki, Île du Nord - Ngatea* Île du Nord - Ngongotaha, Île du Nord - Ngunguru*, Île du Sud - Nightcaps, Île du Sud - Norfolk, Île du Nord - Norsewood, Île du Nord | - Oakura, Île du Nord - Oamaru*, Île du Sud - Oban, Île du Sud - Ohakune*, Île du Nord - Ohaeawai, Île du Nord - Ohangai, Île du Nord - Ohoka, Île du Sud - Ohope Beach, Île du Nord - Ohura, Île du Nord - Okaihau, Île du Nord - Okiato, Île du Nord - Okuku, Île du Sud - Omanaia, Île du Nord - Omarama, Île du Sud - Omata, Île du Nord - Omokoroa, Île du Nord - Onewhero, Île du Nord - Opononi, Île du Nord - Opotiki (en)*, Île du Nord - Opua, Île du Nord - Opunake* Île du Nord - Oratia, Île du Nord - Orewa, Île du Nord - Oromahoe, Île du Nord - Oruaiti, Île du Nord - Otaika, Île du Nord - Otaki* Île du Nord - Otakou, Île du Sud - Otautau, Île du Sud - Otiria, Île du Nord - Otorohanga*, Île du Nord - Owaka, Île du Sud - Oxford*, Île du Sud - Paekakariki, Île du Nord - Paeroa*, Île du Nord - Pahiatua*, Île du Sud - Paihia* Île du Nord - Pakaraka, Île du Nord - Pakiri, Île du Nord - Pakotai, Île du Nord - Palmerston, Île du Sud - Palmerston North*, Île du Nord - Pamapuria, Île du Nord - Panguru, Île du Nord - Papakura, Île du Nord - Papamoa, Île du Nord - Paparoa, Île du Nord - Paparore, Île du Nord - Papatoetoe, Île du Nord - Parakai, Île du Nord - Paraparaumu, Île du Nord - Paremoremo, Île du Nord - Pareora, Île du Sud - Paroa, Île du Sud - Parua Bay, Île du Nord - Patea* Île du Nord - Pauanui, Île du Nord - Pauatahanui, Île du Nord - Pegasus, Île du Sud - Peka Peka, Île du Nord - Pembroke, Île du Nord - Peria, Île du Nord - Petone, Île du Nord - Picton*, Île du Sud - Piopio, Île du Nord - Pipiwai, Île du Nord - Pirongia, Île du Nord - Pleasant Point*, Île du Sud - Plimmerton, Île du Nord - Pokeno, Île du Nord - Porirua*, Île du Nord - Poroti, Île du Nord - Portland, Île du Nord - Port Chalmers, Île du Sud - Portobello, Île du Sud - Pukekohe*, Île du Nord - Pukepoto, Île du Nord - Pukerua Bay, Île du Sud - Pukeuri, Île du Sud - Punakaiki, Île du Sud - Purua, Île du Nord - Putaruru, Île du Nord - Putorino, Île du Nord - Queenstown*, Île du Sud - Raetihi*, Île du Nord - Raglan*, Île du Nord - Rahotu, Île du Nord - Rai Valley, Île du Sud - Rakaia*, Île du Sud - Ramarama, Île du Nord - Ranfurly, Île du Sud - Rangiora*, Île du Sud - Rapaura, Île du Sud - Ratapiko, Île du Nord - Raumati, Île du Nord - Rawene, Île du Nord - Rawhitiroa, Île du Nord - Reefton*, Île du Sud - Renwick, Île du Sud - Reporoa, Île du Nord - Richmond, Île du Sud - Riverhead, Île du Nord - Riverlands, Île du Sud - Riversdale, Île du Sud - Riversdale Beach, Île du Nord - Riverton*, Île du Sud - Riwaka, Île du Sud - Rolleston*, Île du Sud - Ross, Île du Sud - Rotorua*, Île du Nord - Roxburgh, Île du Sud - Ruatoria, Île du Nord - Ruakaka, Île du Nord - Ruawai, Île du Nord - Runanga, Île du Sud - Russell, Île du Nord - Saint Andrews, Île du Sud - Saint Arnaud, Île du Sud - Saint Bathans, Île du Sud - Sanson, Île du Nord - Seacliff, Île du Sud - Seddon, Île du Sud - Seddonville, Île du Sud - Sefton, Île du Sud - Sheffield, Île du Sud - Shannon* Île du Nord - Silverdale, Île du Nord - Snells Beach*, Île du Nord - Springfield, Île du Sud - Springston, Île du Sud - Spring Creek, Île du Sud - Stirling, Île du Sud - Stratford*, Île du Nord - Sumner, Île du Sud - Swannanoa, Île du Sud | - Taharoa, Île du Nord - Taieri Mouth, Île du Sud - Taihape*, Île du Nord - Taipa Mangonui*, Île du Nord - Tairua* Île du Nord - Takaka*, Île du Sud - Tangiteroria, Île du Nord - Tapanui, Île du Sud - Tapu, Île du Sud - Tangowahine, Île du Sud - Tapawera, Île du Sud - Tapora, Île du Sud - Taradale, Île du Nord - Tauhoa, Île du Nord - Taumarunui*, Île du Nord - Taupaki, Île du Nord - Taupo* Île du Nord - Tauranga*, Île du Nord - Tauraroa, Île du Nord - Tautoro, Île du Nord - Te Anau*, Île du Sud - Te Arai, Île du Nord - Te Aroha*, Île du Nord - Te Awamutu*, Île du Nord - Te Awanga, Île du Nord - Te Hapua, Île du Nord - Te Horo, Île du Nord - Te Kao, Île du Nord - Te Kauwhata* Île du Nord - Te Kopuru, Île du Nord - Te Kuiti*, Île du Nord - Te Poi, Île du Nord - Te Puke*, Île du Nord - Te Puru, Île du Nord - Temuka* Île du Sud - Te Rerenga, Île du Nord - Thames*, Île du Nord - Tikorangi, Île du Nord - Timaru* Île du Sud - Tinopai, Île du Nord - Tinwald, Île du Sud - Tirau, Île du Nord - Titoki, Île du Nord - Tokarahi, Île du Sud - Toko, Île du Nord - Tokanui, Île du Sud - Tokoroa*, Île du Nord - Tolaga Bay, Île du Nord - Tomarata, Île du Nord - Towai, Île du Nord - Tuahiwi, Île du Sud - Tuai, Île du Nord - Tuakau, Île du Nord - Tuamarina, Île du Sud - Tuatapere, Île du Sud - Turangi*, Île du Nord - Twizel*, Île du Sud - Umawera, Île du Nord - Upper Hutt* Île du Nord - Upper Moutere, Île du Sud - Urenui, Île du Nord - Uruti, Île du Nord - Waddington, Île du Sud - Waharoa, Île du Nord - Waiharara, Île du Nord - Waiheke*, Île du Nord - Waihi*, Île du Nord - Waihi Beach*, Île du Nord - Waihola, Île du Sud - Waikaia, Île du Sud - Waikaka, Île du Sud - Waikanae, Île du Nord - Waikawa, Île du Sud - Waikawa, Île du Sud* - Waikouaiti*, Île du Sud - Waikuhu Beach, Île du Sud - Waikuku, Île du Sud - Waima, Île du Nord - Waimangaroa, Île du Sud - Waimate*, Île du Sud - Waimate North, Île du Nord - Waimauku, Île du Nord - Wainui, Île du Nord - Wainuiomata, Île du Nord - Waioneke, Île du Nord - Waiouru*, Île du Nord - Waiotira, Île du Nord - Waipango, Île du Sud - Waipawa*, Île du Nord - Waipukurau*, Île du Nord - Wairakei, Île du Nord - Wairau Valley, Île du Nord - Wairoa*, Île du Nord - Waitahuna, Île du Sud - Waitara*, Île du Nord - Waitaria Bay, Île du Sud - Waitati, Île du Sud - Waitoa, Île du Nord - Waitoki, Île du Nord - Waitoriki, Île du Nord - Waitotara, Île du Sud - Waiuku*, Île du Nord - Waiwera, Île du Nord - Wakefield*, Île du Sud - Wallacetown, Île du Sud - Walton, Île du Nord - Waverley, Île du Nord - Wanaka*, Île du Sud - Ward, Île du Sud - Wardville, Île du Nord - Warrington, Île du Sud - Warkworth*, Île du Nord - Wellington*, Île du Nord - Wellsford*, Île du Nord - Westport* Île du Sud - Weston, Île du Sud - Whakatane*, Île du Nord - Whakamaru, Île du Nord - Whananaki, Île du Nord - Whangamata*, Île du Nord - Whangamomona, Île du Nord - Wanganui*Île du Nord - Whangarei*, Île du Nord - Whangarei Heads, Île du Nord - Whangaruru, Île du Nord - Whataroa, Île du Sud - Whatuwhiwhi, Île du Nord - Whenuakite, Île du Nord - Whenuakura, Île du Nord - Whiritoa, Île du Nord - Whitford, Île du Nord - Whitby, Île du Nord - Whitianga*, Île du Nord - Willowby, Île du Sud, - Wimbledon, Île du Nord - Winchester, Île du Sud, - Windsor, Île du Sud - Windwhistle, Île du Sud - Winscombe, Île du Sud, - Winton*, Île du Sud - Woodend*, Île du Sud - Woodend Beach, Île du Sud - Woodhill, Île du Nord - Woodhill, Île du Nord - Woodville* Île du Nord - Wyndham, Île du Sud |